# Gangamela saturata
Gangamela saturata är en fjärilsart som beskrevs av Walker 1864. Gangamela saturata ingår i släktet Gangamela och familjen björnspinnare. Inga underarter finns listade i Catalogue of Life.